# Fosfofilita
La fosfofilita es un mineral de la clase de los minerales fosfatos. Fue descubierta en 1920 en Hagendorf en la región del Alto Palatinado, en el estado de Baviera (Alemania), siendo nombrada así por del griego fosfos -por ser un fosfato- y phyllos -hoja, por su exfoliación y color-.

## Características químicas
Es un fosfato hidratado de hierro y zinc.
Además de los elementos de su fórmula, suele llevar como impureza manganeso.

## Formación y yacimientos
Se forma como mineral secundario en la zona de oxidación de los complejos de pegmatitas de granito, como producto de la alteración del mineral esfalerita y fosfatos de manganeso y hierro, en yacimientos de estos minerales en vetas de origen hidrotermal.
Suele encontrarse asociado a otros minerales como: triplita, trifilita, esfalerita, apatita, vivianita, rockbridgeíta, strengita, fosfosiderita o fairfieldita.